# Хедвиг Кон
Хедвиг Кон (на немски: Hedwig Kohn) е известна физичка, една от едва три жени, които получават хабилитация (квалификация за университетско преподаване) в Германия по физика преди Втората световна война. Тя е принудена да напусне Германия по време на нацисткия режим поради своето еврейско потекло и се установява в Съединените щати.

## Биография
Родена в Бреслау (сега Вроцлав, Полша), Кон е дъщеря на Георг Кон, търговец на фини платове, и Хелен Ханке, член на заможно семейство. Родителите ѝ са германски евреи. През 1907 г. Кон става втората жена, която постъпва в катедрата по физика на университета в Бреслау (Universität Breslau, сега Вроцлавски университет). Получава докторска степен по физика при Ото Лумер през 1913 г. и скоро бива назначена за негов асистент. Тя остава в университетския институт по физика по време на Първата световна война и получава хабилитация през 1930 г.
Кон е обучена от Лумер количествено да определя интензитета на светлината, както от широколентови източници като „черно тяло“, така и от дискретни емисионни линии на атоми и молекули.
Кон е уволнена от позицията си през 1933 г. поради нацистките разпоредби, които забраняват евреите да заемат държавна служба. Няколко години след това получава виза за Съединените щати и се премества там.